# Caio Sênio Severo
Caio Sênio Severo (em latim: Gaius Saenius Severus) foi um senador romano nomeado cônsul sufecto em 126 com Lúcio Cúspio Camerino. 